# ABCミュージックパラダイス
『ABCミュージックパラダイス』（エービーシーミュージックパラダイス）は、朝日放送ラジオ（ABCラジオ）で放送していた音楽番組。通称はミューパラ。

## 番組の歴史

### 第1期（1991年10月 - 2009年7月3日）
1991年10月より放送開始。主に中高生のリスナーを聴取対象としていた。
当番組のパーソナリティを務めた芦沢誠によれば、「『ミューパラ』が始まるまでの5年間は大きく目立つ番組もなく、ABCの深夜番組は苦難の時代に突入したわけです（笑）」と述べる様に、『ABCヤングリクエスト』が終了した1986年10月以降は『ミューパラ』が始まるまで、朝日放送ラジオの平日夜の時間帯は低迷していた。
番組開始当初は前番組『ABCラジオパラダイス』の流れを受けて、大竹まこと、山田雅人、生瀬勝久などの朝日放送アナウンサー以外の芸能人がパーソナリティを務めた時期があったが、幾度かのリニューアルの末に、『ABCヤングリクエスト』の様な形に至った。これについて、芦沢は「後から聞いた噂によると一番、お金が掛からないパーソナリティが僕だったとか（笑）」と言う様にアナウンサーが月曜から木曜に渡って、当番組のパーソナリティを務めることになった経緯について語っている。ただし、芦沢は土曜午後に放送していたテレビ番組『わいわいサタデー』を担当していたため、金曜日は保坂和拓がパーソナリティを務めた。
第1期は朝日放送の若手男性アナウンサーと関西を拠点とするローカル女性タレントが日替わりでパーソナリティを務め、番組に寄せられたリクエスト、CD売り上げ、着メロダウンロード数などを合算してランキングされた番組オリジナルチャートを発表するコーナーがメインで、その他に、ゲストコーナー、日替わりのクイズコーナー・ネタコーナーなどがあった。芦沢によれば、パートナーは日替わりで女性タレントが担当していたため「皆さん、それぞれのカラーを持っていたので、それに合わせていくうちに、かなり偏ったコーナーになっていきました。するとリスナーさんの中には毎日聴くのではなく、ある曜日は全く興味がないので聴かない人も出てくるんですよ」と当時の苦悩を語っている。その為、試行錯誤を重ねた結果、1995年からのおよそ5年間から6年間にわたって、この番組はラジオの深夜番組の中で小中高生に一番の人気を獲得していった。
当番組のパーソナリティは番組中はニックネームで呼ばれた。
土曜日の放送は1998年4月11日スタート（それ以前の1997年4月から1998年3月の1年間、『ABCミュージックパラダイス ウィークエンド・カウントダウン!』のタイトルで、枝松順一と当時の女性パーソナリティが担当（女性パーソナリティは交代で担当）。土曜日に30分番組として、週間リクエストランキングなどを放送した。
2008年3月29日までは月曜日 - 土曜日 22:00 - 24:59に放送。番組前半はリクエストランキング、文化放送 制作の「KinKi Kids どんなもんヤ!」（月曜 - 金曜 23時40分 - 23時50分頃）を途中に挟み、後半はネタコーナーなどの日替わりコーナーを中心に構成した。
2008年春の改編で土曜日の放送が終了。同年3月31日より平日の放送は1時間縮小して、月曜日 - 金曜日 22:00 - 24:00の2時間番組に変更した。
半年後の2008年秋改編で、同年9月29日より放送時間が3時間に再び戻り（土曜日の放送の復活はなし）、月曜日 - 金曜日 22:00 - 25:00の放送となった。2009年4月より開始時間が約50分前倒しされ、21時12分からの放送開始となった。これに伴い、姉妹番組と位置付けられていた『ABCミュージック21』は放送終了となった。
2009年7月3日に朝日放送の経費削減などを理由に番組は17年9か月の放送に一旦幕を下ろした。終了後は月曜日 - 木曜日は東京からのネット番組となり、金曜日は『ミューパラ アグレッシブ』を開始した。

### 第2期（2021年9月27日 - 2024年9月27日）
2021年11月、旧・朝日放送時代からの通算でラジオ開局70周年と1991年10月から始まり、中断期間を経て、『ABCミュージックパラダイス』が2021年10月に放送開始30周年を迎えることを機に、2021年9月27日より当番組を12年3ヶ月振りに再始動させることを同年7月14日の朝日放送ラジオ社長記者会見で発表した。放送枠は2009年7月番組終了時の放送時間から1時間18分縮小して、月曜 - 金曜 22:00 - 24:30となった。再編に伴い、2014年に自社制作が復活して以来放送して来た月曜 - 木曜の『よなよな…』と、2016年以降放送してきた金曜の『下埜正太のショータイムレディオ』は終了。パーソナリティは当初、朝日放送テレビの若手アナウンサーと、これからのカルチャーを担うクリエイターに出演を打診しているとしていたが、当番組のパーソナリティは朝日放送テレビの若手アナウンサーを含む男女ペアの組合せであることが明らかにされた。
リスナーと番組とのコミュニケーションを深める目的で番組独自の「SNS（ソーシャル・ネットワーキング・サービス）」の開発を行う他、関西を拠点に活動している若手・インディーズのアーティストを掘り起こす企画を検討しているという。
今回の再始動について、朝日放送ラジオ社長の岩田潤は1966年4月から1986年10月まで放送されてきた『ABCヤングリクエスト』を引き合いに出して「眠れぬ夜を過ごすリスナーからのメッセージに飾らない言葉と音楽で返す。深夜のラジオ番組の歴史は音楽と若者が作って来た。本気で音楽に取り組む」と意気込みを見せた。朝日放送ラジオは2021年9月21日に行われた改編発表の中で「現代版にアップデートして再始動する。最新ヒット曲から誰もが知るヒット曲まで幅広く選曲していきたい」と述べた。
2022年10月1日からは土曜版の『ABCミュージックパラダイス+』（エービーシー・ミュージックパラダイス・プラス）を土曜 22:00 - 22:30に放送。直後の『ミュータマ』と含めて 1時間の音楽番組ゾーンが作られ、実質の週6日放送が復活した。
平日版は2024年9月27日の放送を以て、3年間の歴史に終止符を打つことになった。後番組は『ツギハギ』（毎週月曜 - 木曜 21時15分 - 23時30分）と『ロックなラジオ』（毎週金曜 21時15分 - 23時）を放送。
朝日放送テレビの若手アナウンサーが担当する音楽番組は『ミュージックジェルム』を2024年度ナイターオフシーズン編成として、毎週火曜 - 木曜 18時 - 21時に放送している。

## 放送時間
ナイターシーズン（4月 - 9月）は『ABCフレッシュアップナイター（2007年度より、ABCフレッシュアップベースボール）』で放送するナイトゲームの試合が延長して、放送開始時間を割り込んだ場合は野球中継終了後から生放送を開始。1時以降も自社制作の箱番組と『もうすぐ夜明けABC』が連なる状態であったが終了時間を繰り下げることはなく、定時で終了した。このため、特にセ・リーグの延長規定が15回までだった1990年 - 2000年は放送時間が極端に短くなった放送日があった。

### 第1期
| 期間           | 期間           | 放送時間（日本時間）               |
| -------------- | -------------- | ---------------------------------- |
| 1991年10月01日 | 1998年03月27日 | 月曜 - 金曜 22:00 - 25:00（180分） |
| 1998年03月30日 | 2008年03月29日 | 月曜 - 土曜 22:00 - 25:00（180分） |
| 2008年03月31日 | 2008年09月26日 | 月曜 - 金曜 22:00 - 24:00（120分） |
| 2008年09月29日 | 2009年03月27日 | 月曜 - 金曜 22:00 - 25:00（180分） |
| 2009年03月30日 | 2009年07月03日 | 月曜 - 金曜 21:12 - 25:00（228分） |

### 第2期
| 期間           | 期間           | 放送時間（日本時間）               |
| -------------- | -------------- | ---------------------------------- |
| 2021年09月27日 | 2024年09月27日 | 月曜 - 金曜 22:00 - 24:30（150分） |

## 出演者

### 第1期

#### 男性パーソナリティ
- 山田雅人（1991年10月 – 1992年12月）
- 佐伯進（1991年10月 – 1992年12月）
- 芦沢誠[注 1]（1991年10月 – 2001年9月26日）
- 生瀬勝久（1991年10月 – 1992年12月）
- 大竹まこと（1991年10月 – 12月）
- 浦田博信（1992年1月 – 9月）
- 芝田吾郎（1992年10月 – 12月）
- 保坂和拓[注 1]（1993年1月 – 1994年3月）
- 小縣裕介[注 1]（1995年1月12日 – 2008年3月24日）
- 枝松順一[注 1]（1997年4月4日 – 2009年6月29日）
- 浦川泰幸[注 1]（1998年4月11日 – 2008年3月29日）
- 上田剛彦[注 1]（2001年10月5日 – 2009年7月1日）
- 岩本計介[注 1]（2002年10月10日 – 2009年3月30日）
- 山下剛[注 1]（2004年3月30日 – 2009年6月30日）
- 高橋大作[注 1]（2008年4月3日 – 2009年7月2日）
- 北村真平[注 1]（2009年4月10日 – 7月3日）

#### 女性パーソナリティ
- 近藤智子（1991年10月 – 1992年3月）
- 林百合佳（1991年10月 – 1992年9月）
- 森川美穂（1991年10月 – 1992年12月）
- 畠中美貴（1991年10月 – 1992年3月）
- 三好貴久子（1991年10月 – 1994年3月）
- 尾崎ミオ（1992年4月 – 9月）
- 鳥居睦子（1992年10月 – 2001年9月29日）
- 宮本真由美（1992年4月 – 2001年9月28日）
- 松本麻希（1992年10月 – 12月）
- 藤田佳子（1993年1月 – 12月）
- 片山淳子（1993年1月 – 2008年3月24日）
- 富井千雅（1994年1月 – 1998年6月10日）
- 松本智子（1994年4月 – 9月）
- 早川真紀（1994年10月 – 1996年9月）
- 吉見なおみ（1996年10月 – 1998年3月30日）
- 渡辺たかね（1998年4月6日 – 2006年3月31日）
- 領家華子（1998年4月7日 – 2001年6月19日）
- 上松夏海（1998年6月17日 – 1999年8月25日）
- 喜多村牧（1999年9月1日 – 2006年3月29日）
- 南山千恵美（2001年6月26日 – 2009年7月3日）
- 山崎美和（2001年10月3日 – 2006年3月30日）
- 珠久美穂子（2001年10月6日 – 2009年3月30日）
- 牧野晴歌（2006年4月5日 – 2007年9月26日、2008年4月2日 – 9月24日）
- 真木ひろか（2006年4月7日 – 2009年6月29日）
- 宮下ジェイミー静（2006年4月8日 – 2008年3月29日）
- 浅本美加（2007年10月3日 – 2008年3月26日、2008年10月1日 – 2009年7月1日）
- 林智美（2008年4月3日 – 2009年7月2日）
- 神谷ゆう子（2009年4月7日 – 6月30日）

#### 時期・曜日別パーソナリティ
| 期間           | 期間           | 期間   | 月曜日                  | 火曜日                  | 水曜日                | 木曜日                  | 金曜日                    | 土曜日                        |
| -------------- | -------------- | ------ | ----------------------- | ----------------------- | --------------------- | ----------------------- | ------------------------- | ----------------------------- |
| 1991年10月01日 | 1991年12月31日 | 03か月 | - 山田雅人 - 近藤智子   | - 佐伯進 - 林百合香     | - 芦沢誠 - 森川美穂   | - 生瀬勝久 - 畠中美貴   | - 大竹まこと - 三好貴久子 |                               |
| 1992年01月06日 | 1992年03月31日 | 03か月 | - 山田雅人 - 近藤智子   | - 佐伯進 - 林百合香     | - 芦沢誠 - 森川美穂   | - 生瀬勝久 - 畠中美貴   | - 浦田博信 - 三好貴久子   |                               |
| 1992年04月01日 | 1992年09月30日 | 06か月 | - 山田雅人 - 尾崎ミオ   | - 佐伯進 - 林百合香     | - 芦沢誠 - 森川美穂   | - 生瀬勝久 - 宮本真由美 | - 浦田博信 - 三好貴久子   |                               |
| 1992年10月01日 | 1992年12月31日 | 03か月 | - 芝田吾郎 - 三好貴久子 | - 佐伯進 - 鳥居睦子     | - 芦沢誠 - 森川美穂   | - 生瀬勝久 - 宮本真由美 | - 山田雅人 - 松本麻希     |                               |
| 1993年01月04日 | 1993年12月31日 | 12か月 | - 芦沢誠 - 三好貴久子   | - 芦沢誠 - 鳥居睦子     | - 芦沢誠 - 藤田佳子   | - 芦沢誠 - 宮本真由美   | - 保坂和拓 - 片山淳子     |                               |
| 1994年01月04日 | 1994年03月31日 | 03か月 | - 芦沢誠 - 三好貴久子   | - 芦沢誠 - 鳥居睦子     | - 芦沢誠 - 富井千雅   | - 芦沢誠 - 宮本真由美   | - 保坂和拓 - 片山淳子     |                               |
| 1994年04月01日 | 1994年09月30日 | 06か月 | - 芦沢誠 - 松本智子     | - 芦沢誠 - 鳥居睦子     | - 芦沢誠 - 富井千雅   | - 芦沢誠 - 片山淳子     | 宮本真由美                |                               |
| 1994年10月03日 | 1994年12月30日 | 03か月 | - 芦沢誠 - 早川真紀     | - 芦沢誠 - 鳥居睦子     | - 芦沢誠 - 富井千雅   | - 芦沢誠 - 片山淳子     | 宮本真由美                |                               |
| 1995年01月04日 | 1996年10月04日 | 21か月 | - 芦沢誠 - 早川真紀     | - 芦沢誠 - 鳥居睦子     | - 芦沢誠 - 富井千雅   | - 小縣裕介 - 片山淳子   | 宮本真由美                |                               |
| 1996年10月07日 | 1997年03月28日 | 06か月 | - 芦沢誠 - 吉見なおみ   | - 芦沢誠 - 鳥居睦子     | - 芦沢誠 - 富井千雅   | - 小縣裕介 - 片山淳子   | 宮本真由美                |                               |
| 1997年03月31日 | 1998年03月31日 | 12か月 | - 芦沢誠 - 吉見なおみ   | - 芦沢誠 - 鳥居睦子     | - 芦沢誠 - 富井千雅   | - 小縣裕介 - 片山淳子   | - 枝松順一 - 宮本真由美   |                               |
| 1998年04月01日 | 1998年06月27日 | 02か月 | - 芦沢誠 - 渡辺たかね   | - 芦沢誠 - 領家華子     | - 芦沢誠 - 富井千雅   | - 小縣裕介 - 片山淳子   | - 枝松順一 - 宮本真由美   | - 浦川泰幸 - 鳥居睦子         |
| 1998年06月29日 | 1999年08月28日 | 03か月 | - 芦沢誠 - 渡辺たかね   | - 芦沢誠 - 領家華子     | - 芦沢誠 - 上松夏海   | - 小縣裕介 - 片山淳子   | - 枝松順一 - 宮本真由美   | - 浦川泰幸 - 鳥居睦子         |
| 1999年08月30日 | 2001年06月30日 | 22か月 | - 芦沢誠 - 渡辺たかね   | - 芦沢誠 - 領家華子     | - 芦沢誠 - 喜多村牧   | - 小縣裕介 - 片山淳子   | - 枝松順一 - 宮本真由美   | - 浦川泰幸 - 鳥居睦子         |
| 2001年07月02日 | 2001年09月29日 | 03か月 | - 芦沢誠 - 渡辺たかね   | 芦沢誠 南山千恵美       | - 芦沢誠 - 喜多村牧   | - 小縣裕介 - 片山淳子   | - 枝松順一 - 宮本真由美   | - 浦川泰幸 - 鳥居睦子         |
| 2001年10月01日 | 2002年09月28日 | 12か月 | - 小縣裕介 - 片山淳子   | - 小縣裕介 - 南山千恵美 | - 浦川泰幸 - 山崎美和 | - 枝松順一 - 喜多村牧   | - 上田剛彦 - 渡辺たかね   | - 浦川泰幸 - 珠久美穂子       |
| 2002年09月30日 | 2004年04月03日 | 18か月 | - 小縣裕介 - 片山淳子   | - 小縣裕介 - 南山千恵美 | - 枝松順一 - 喜多村牧 | - 岩本計介 - 山崎美和   | - 上田剛彦 - 渡辺たかね   | - 浦川泰幸 - 珠久美穂子       |
| 2004年04月05日 | 2006年03月31日 | 24か月 | - 小縣裕介 - 片山淳子   | - 山下剛 - 南山千恵美   | - 枝松順一 - 喜多村牧 | - 岩本計介 - 山崎美和   | - 上田剛彦 - 渡辺たかね   | - 浦川泰幸 - 珠久美穂子       |
| 2006年04月01日 | 2007年09月29日 | 18か月 | - 小縣裕介 - 片山淳子   | - 山下剛 - 南山千恵美   | - 上田剛彦 - 牧野晴歌 | - 岩本計介 - 珠久美穂子 | - 枝松順一 - 真木ひろか   | - 浦川泰幸 - 宮下ジェイミー静 |
| 2007年10月01日 | 2008年03月31日 | 06か月 | - 小縣裕介 - 片山淳子   | - 山下剛 - 南山千恵美   | - 上田剛彦 - 浅本美加 | - 岩本計介 - 珠久美穂子 | - 枝松順一 - 真木ひろか   | - 浦川泰幸 - 宮下ジェイミー静 |
| 2008年04月01日 | 2008年09月26日 | 06か月 | - 岩本計介 - 珠久美穂子 | - 山下剛 - 南山千恵美   | - 上田剛彦 - 牧野晴歌 | - 高橋大作 - 林智美     | - 枝松順一 - 真木ひろか   |                               |
| 2008年09月29日 | 2009年03月31日 | 06か月 | - 岩本計介 - 珠久美穂子 | - 山下剛 - 南山千恵美   | - 上田剛彦 - 浅本美加 | - 高橋大作 - 林智美     | - 枝松順一 - 真木ひろか   |                               |
| 2009年04月01日 | 2009年07月03日 | 03か月 | - 枝松順一 - 真木ひろか | - 山下剛 - 神谷ゆう子   | - 上田剛彦 - 浅本美加 | - 高橋大作 - 林智美     | - 北村真平 - 南山千恵美   |                               |

### 第2期
番組担当当時の朝日放送テレビの現役アナウンサー（◎）から1名と、関西を中心に活動するタレント・ミュージシャン・クリエイターから1名が、曜日別にコンビを組んでパーソナリティを担当。「　」内は放送上の愛称で、放送週に出演する予定のゲストを紹介する朝日放送ラジオでのCMには、曜日ごとのパーソナリティ（コンビまたは1名）が週替わりで出演した。ただし2023年秋の改編で現役アナウンサーとタレントの組み合わせは解消され、月曜と金曜はアナウンサーがキャスティングされていない。
担当アナウンサーについては2021年8月30日（月曜日）から9月3日（金曜日）までの5日間に、当番組（第2期）のTwitter公式アカウントで、1日につき1人の氏名を22:00前後に発表。第1期（朝日放送時代）と違って、朝日放送テレビ所属の女性アナウンサーからも起用している。相手のパーソナリティの氏名についても、9月6日（月曜日）から 10日（金曜日）までの5日間に、アナウンサーと同じ要領・時間帯で発表。

#### パーソナリティ
- 福井治人[12][注 2]◎（「なおにぃ」、月曜：2021年9月27日 - 2023年9月25日）
- Rover（ベリーグッドマン）[13][14]（木曜：2021年9月30日 - 2023年9月28日、月曜：2023年10月2日-2024年9月23日）
- 田淵麻里奈[15][注 3]（「まりねぇ」、月曜：2021年9月27日 - 2024年9月23日）
- 北條瑛祐[16][注 2]◎（「えいちゃん」、火曜：2021年9月28日 - 2023年9月26日）
- 平野康太郎[14]（「ヒラタロー」、火曜：2023年10月3日 - 2024年9月24日）
- 中嶋イッキュウ（tricot）[17]（「いくちゃん」[18]、火曜：2021年9月28日 - 2024年9月24日）
- 北村真平[19][注 4]◎（「ミューパラしんちゃん」）（水曜：2021年9月29日 - 2024年9月25日）
- リコ（ヤユヨ(番組担当当時)）[20]（水曜：2021年10月20日 - 2023年3月29日）
- ちろる（翠星チークダンス）[21]（水曜：2023年4月5日 - 2024年9月25日）
- 増田紗織[22][注 5]◎（「サリー」）（木曜：2021年9月30日 - 2023年9月28日）
- 鷲尾千尋[14]（「ワシロー」[23]、木曜：2023年10月4日 - 2024年9月26日）
- 下埜正太[14]（「しもしょー」、木曜：2023年10月4日 - 2024年9月26日、金曜：2021年10月1日 - 2024年9月27日）[24][注 6]
- 津田理帆[25][注 7]◎（「だりほー」、金曜：2021年10月1日 - 2023年8月25日）
- かわにしなつき[14]（「なっきー」[26]、金曜：2023年10月6日 - 2024年9月27日）

#### パーソナリティに関する補足
福井治人
- 福井は現役のスポーツアナウンサーで、全国高等学校野球選手権大会の期間中（毎年8月上 - 中旬）は第2期の開始前から大会のテレビ・ラジオ中継に専念しているため、当番組では以下の人物を福井の代役に立てている。
  - 2022年8月＝8日：東留伽◎、15日：堀くるみ[27]
    - 福井は8月1日放送分までの出演を予定していたが、第104回全国高等学校野球選手権大会の開幕1週間前（7月29日）に新型コロナウイルスへの感染が確認された[28]ため、8月1日には金曜パーソナリティの津田理帆◎を代役に立てた[29]。もっとも、福井が実際には感染していなかった（受診したPCR検査の結果が誤っていた）ことが後に判明したため、第104回大会では第3日（8月8日）から終盤までテレビ・ラジオ中継の実況を担当。
- 月曜日には他の平日に比べてプロ野球のナイトゲームが組まれることが少ないため、福井が当番組へ出演する日には、本番の1時間前（21:00から5分間）にセットで編成されている『ABCニュース』『ABC天気予報』も担当。年度下半期（ナイターオフ期間）にはスポーツアナウンサーとして、『虎たまプレミアム!』（月曜日の本番前に編成される阪神タイガースの情報番組）にも随時出演する。

北條瑛祐
- 北條は現役のスポーツアナウンサーであるため、全国高等学校野球選手権大会期間中の当番組では、福井と同様に代役を立てている。
  - 2022年8月16日：武田和歌子◎[30]
    - 北條は当番組のパーソナリティに起用されてから、基本として火曜日のプロ野球（ナイトゲーム）中継を担当していない。ただし、第104回全国高等学校野球選手権大会開幕直前の2022年8月2日には、第26回全国高等学校女子硬式野球選手権大会の決勝・閉会式（いずれも阪神甲子園球場）をテレビ中継・「バーチャル高校野球」のライブ配信向けに20:00頃まで実況してから当番組に出演。

  - 2023年8月15日：北村真平◎
    - 本来は水曜日のパーソナリティであることから、翌16日にも出演。15日には令和5年台風第7号が早朝から関西地方の上空を縦断することが見込まれていたため、第105回全国高等学校野球選手権記念大会の全試合を16日に順延することが14日（月曜日）の段階で決まっていた。もっとも、北條は大会前からのスケジュールに沿って、15日放送分への出演を見合わせている。
    - スタジオで北村と同席する予定だった中嶋は、台風第7号の影響で来阪の目途が立たなかったため、Wi-Fiを介したリモート方式での出演に変更。もっとも、Wi-Fiによる通信状況が芳しくなかったため、生放送の途中から電話での出演に急遽切り替えた。

中嶋イッキュウ
- 中嶋は2022年9月中旬から、tricotのヨーロッパツアーに参加。参加の期間中から日本へ帰国するまでは、自身と親交の深いアーティストや他曜日のパーソナリティを代役に立てていた。中嶋は同年10月11日から出演を再開したが、前週（4日放送分）のみ代役を置かず、北條だけで生放送の全編を進行。
  - 9月13日：ひとみ（あたらよ：ボーカル&ギター担当）・まーしー（あたらよ：ギター担当）
  - 9月20日：ハットリクミコ（シナリオアート）
  - 9月27日：ベリーグッドマン（メンバーで本来は木曜日のパーソナリティを務めるRoverも出演）

リコ
- 起用の時点で現役大学生のリコ（月曜日担当の福井の親戚）は、学業を優先するため、ヤユヨの他のメンバーと共に放送4週目から出演[31]。放送開始から第3週までは、第1期のレギュラーパーソナリティ経験者から以下の人物が代演していた。
  - 2021年9月29日：浦川泰幸◎[注 8]、10月6日：珠久美穂子、10月13日：小縣裕介◎[32]

ちろる
- ちろるは、パーソナリティへの起用を紹介する目的で収録された水曜分のラジオCMで、「北村を困惑させる」という設定の下に多彩なキャラクターボイスを披露している。

津田理帆
- 2022年7月1日放送分では、津田に代わって大東まみ（大阪府出身のシンガーソングライター）がパーソナリティを務めた（津田に新型コロナウイルスへの感染が確認されたことに伴う措置）。
- 2022年10月14日・21日放送分では、津田が所定の年次休暇を取得していたため、以下の同僚アナウンサーが代演した。
  - 10月14日：ヒロド歩美◎ - 全曜日を通じての2022年初回放送（1月3日：月曜日）にも「ゲスト」扱いで出演[33]。
  - 10月21日：大野雄一郎◎
  - 2023年1月20日放送分では、津田に代わって鷲尾千尋◎が代演。
- 津田は2022年4月1日放送分で結婚、2023年6月30日放送分で第1子の懐妊を発表した。2023年8月4日放送分では、「体調不良」を理由に休演することが発表されていたが、実際には放送中に電話で出演。翌週も所定の年次休暇を取得していたため、11日放送分では下埜と縁の深い有華（『ショータイムレディオ』の第3代アシスタント）を代役に立てた。津田は18日放送分から出演を再開したものの、臨月に近い身で深夜の生放送に臨んでいたことから、25日放送分をもって「おやすみ」（他の担当番組に先駆けての産前産後休暇入り）。「おやすみ」の翌週（2023年9月1日）からは、以下の人物やコンビを代役に立てている。
  - 9月1日：天才ピアニスト（竹内知咲・ますみ）
  - 9月8日：バウンダリー
  - 9月15日：オレンジスパイニクラブ・瑛人・ここで生きてるず
  - 9月22日：大東まみ
  - 9月29日：瀧野由美子

- 土曜日の『ミューパラ+』は週替わりで邦楽ミュージシャンが担当した。

| 期間       | 期間      | 月曜日                  | 火曜日                        | 水曜日              | 木曜日                | 金曜日                      |
| ---------- | --------- | ----------------------- | ----------------------------- | ------------------- | --------------------- | --------------------------- |
| 2021年10月 | 2023年3月 | - 福井治人 - 田淵麻里奈 | - 北條瑛祐 - 中嶋イッキュウ   | - 北村真平 - リコ   | - Rover - 増田紗織    | - 下埜正太 - 津田理帆       |
| 2023年4月  | 2023年9月 | - 福井治人 - 田淵麻里奈 | - 北條瑛祐 - 中嶋イッキュウ   | - 北村真平 - ちろる | - Rover - 増田紗織    | - 下埜正太 - 津田理帆       |
| 2023年10月 | 2024年9月 | - Rover - 田淵麻里奈    | - 平野康太郎 - 中嶋イッキュウ | - 北村真平 - ちろる | - 下埜正太 - 鷲尾千尋 | - 下埜正太 - かわにしなつき |

## コーナー

### 第1期

#### ミューパラ実力テスト
3時間時代は22:15ごろ開始。
音楽クイズにメールでチャレンジして、正解者の中から抽選で1名に1万円分のクオカード（2008年までは賞金1万円）を、その他の正解者10名にはティッシュがプレゼントされる。以前は、電話でも受付を行っていたが、2008年秋改編で受付方法が変更された。なお、答えの受付は、曲がかかっている間だけである。
（月）CD三連奏クイズ
3曲同時に流れてくる曲が何という曲なのか、すべて答えるクイズコーナー。
月曜日のみ、ロート製薬モテモテちゃんグッズもプレゼントされる。
（火）クイズ!飛びます!飛びます
ある曲を飛び飛びに聞き、誰が歌っているのか、そのアーティスト名を当てる。
（水）生でやっちゃう～
あーみーこと浅本美加がある楽器で曲の一部を演奏するその曲名を当てる。
（木）CD早送りクイズ「デジタルでPUMP!」
あるCDを早送りで聴き、その曲を歌っているアーティスト名を答える。
（金）うたゴコロを探せ
ある曲の、ある歌詞の一部分が逆回転になっているので、そのひっくり返した歌詞をズバリ当てる。
（土）ねぇ、もっと早く歌ってよ
ある有名な曲の一部が、超スローモーションで流れてくるので誰が歌っているのかを当てる。
見事正解した人の中から抽選で1人の方に賞金1万円。抽選に漏れてしまった方10名にはシールセットをプレゼント。

#### ミューパラチャートアタック
ミューパラオリジナルランキングの発表。3時間時代は22:25ごろ開始し10位～4位を発表、「ミューパラチャートネクスト」（11位～20位）でいったん中断し、23:15ごろ再開し3位～1位を発表。
その日のランキング1位になる曲を予想し、見事予想が的中したら抽選で1人に1万円分のクオカード（2008年までは賞金1万円）、そしてすべてのリクエストの中から抽選で10人に、完全変態メモ3点セット（ランちゃん、なぎさちゃん、お蝶婦人）
2008年5月ごろまでの後半（3位～1位）の枠はエースコック・スーパーカップがスポンサーだった。ミューパラオリジナルクオカードと、エースコック・スーパーカップ3食分詰め合わせセット）をプレゼント。
土曜日は週間リクエスト・ランキングの発表。ハガキかメールで1位を予想し、的中した人の中から抽選で1名に賞金1万円。また、すべてのリクエストの中から抽選で5名にミューパラ・オリジナル・クオカードをプレゼント。
ミューパラチャートネクスト
11位から20位までのランキングをフラッシュで発表。その中から1曲をピックアップし、そのアーティスト情報を紹介。

#### ミューパラホームルーム
各曜日、日替わりのコーナー。3時間時代は23:48ごろ開始。

##### 月曜日
スーパーコンピューターでんた君
別々の歌詞と歌詞を足して笑っちゃおうというコーナー。
グレートティーチャーひろりん
ひろりんこと真木ひろかがリスナーの質問に答えちゃおうというグレートなコーナー。

##### 火曜日
イントロ･ザ･ナイトクラブ
生電話でイントロクイズに挑戦するコーナー。
ミューパラの無法地帯・生でゴーゴゴー
コーナーの最初に出された条件に対して、その場でネタを考え、1曲紹介している間にネタを送り、曲終了後にネタを紹介する。

##### 水曜日
三番勝負 炎のプロモーション
アーティストやプロモーターを招待してクイズに挑戦し、3問出題して、正解数に応じて音楽のかかる長さが決まってしまうという残酷なコーナー。
R-1ぐらんぷりへの道
あーみーこと浅本美加がR-1ぐらんぷりの優勝を目指すコーナー。
なりきり激写カメラマン
うっさんこと上田剛彦が被写体にカメラを向け、あーみーがそれに応じてリアクションをし、何にカメラを向けているか想像するコーナー。

##### 木曜日
ゲゲゲのネタ郎
リスナーからゲゲゲとしそうな怖い話でもなんか面白くて笑ってしまうネタを紹介する。
No Music No Paradise パラーレコード ほたるまち店
さっくんが店長役、トミーが店員役をする寸劇方式で毎週ひとつのアルバムを紹介していくコーナー。

##### 複数曜日
月曜ワイド劇場 / ミューパラワイド劇場
いろんな音楽の「おいしい所」だけを抜きとって、自分勝手にドラマを作ってしまおうという「ネタ」あり、「音楽」あり、読み手のセンスも・・・というコーナー。
2001年春頃、当時の月曜コンビ芦沢誠・渡辺たかねで開始し、上田剛彦・渡辺たかね当時の金曜日への移動を経て水曜日に引き継がれた、名物ネタコーナー。

#### ミューパライチ押しナンバー
全曜日で実施。3時間時代は23:20ごろ開始。
ミューパラが、これから注目されるアーティストを選出し、イチオシナンバーとして彼らの曲を1か月間連続OAでプッシュ。

#### その他のコーナー
全員集合
リスナーに生電話をつなぎ、パーソナリティーがジャンケンで勝負し、リスナーの予想が当たっても外れてもグッズがもらえるコーナー。予想が的中すれば「3千円のCD券」、外れた場合は「Mr.ハリック」（*水曜日は「ミューパラグッズ」の中からリスナーに選んでもらう）
ミューパラクラブ
FAXやメールを紹介したり、番組から告知などをするコーナー。3時間時代は24:10ごろ開始。
ミューパラアーティストレビュー
ゲストコーナー。事前録音を流す場合が多い。3時間時代は24:25ごろ開始。
なりきりアーティストレビュー
ダイナマイトビンゴ
ダイナマイトウィーク2週目のメインイベント。
事前にリスナーにビンゴカードを配布。番組中に発表する番号が縦・横・斜めのいずれか1列揃い、そろった旨の番組宛の電話が最初につながった人に3万円をプレゼント

#### 曜日代わりのコーナー
2008年3月まで、24:35ごろからは曜日代わりのコーナーだった。

##### 月曜日（小縣&片山時代）
ホットレター
新旧洋邦とわず、リスナーの熱いリクエストに答えるコーナー。
エンジェル小縣のミスターキューピッド
恋愛の達人? ガッチこと小縣裕介がリスナーからの恋愛の悩みに答える。
花言葉
片山淳子が花言葉を紹介。
酢豚のパイナツプル
Go!Go!セレッソ
日本ハム提供のコーナーで、その節のセレッソ大阪の活躍をパーソナリティが紹介する。

##### 月曜日（岩本&珠久時代）
ミューパラアーティストファイル
毎週1組のアーティストの特集を組み、楽曲とともにその人の裏ネタを紹介するコーナー。
もやもやリクエスト
聞いたことはあるけれど、題名が思い出せない、そんなもやもやした気持ちを解消するコーナー。
突っ込みして～
番組が指定する突っ込みにぴったりのボケを考えるコーナー。

##### 火曜日
クイズ!そらしどポン
リスナーが電話で参加するクイズコーナー。コーナータイトル及び内容は、幾度か微妙に変更。
1問目が、普通のイントロ、2問目がアウトロ、3問目が超イントロの3つ。
正解するには、歌手名、曲名の双方が一致しないとダメで、制限時間は20秒、歌手の名前が一致するとプラス10秒され、正解数に応じてノベルティーが変わるルールだった。
嘘ング
芦沢誠⇒小縣裕介⇒山下剛・南山千恵美
ヒットチャートに入っている曲の中から番組側が指定した曲の箇所について、リスナーに替え歌を作ってもらう。

##### 水曜日
おやつ食い散らかし合戦
ミューパラアルバムレビュー
ベートーベンの俳九

##### 木曜日
もやもやリクエスト
思い出そうとしても思い出せない、メロディーは浮かぶけれどタイトルがわからない、そんなもやもやする曲をミューパラが探してくれるコーナー。
（岩本計介・珠久美穂子が月曜日に移動して2008年10月より月曜日で復活）

##### 金曜日
スナックたかね
起きてる繋がってるマメッチと生電話ヒロリンリン
ミューパラ漫画道場
ミューパラナンバーズ
保坂和拓のミューパラ卒業後に始まった金曜日0時台の超名物コーナー。生電話で自分の好きな3桁の数字を伝え、当たれば賞金をプレゼントする。このナンバーズの声の主は保坂だった。
2006年ごろから春・秋のパラ祭りで実施。

##### 土曜日
短期集中企画!マニア大集合
自分の大好きな趣味なのにあまりスポットライトが当たらない。日頃誰も話を聞いてくれない。自己主張の場所が無いというマニアなリスナーを応援するコーナー。
ラジオにらめっこ一発だけよ
浦川泰幸・珠久美穂子担当時代。
リスナーから寄せられた一発ギャグを珠久美穂子が読み上げる。浦川泰幸がおもしろさの段階に応じてグッズをプレゼント。
緊急出動!プロジェクトM
緊急出動の指令を受け、女性パーソナリティ（鳥居睦子・珠久美穂子・宮下ジェイミー静）が地球上に存在するあらゆる謎や疑問を解明するコーナー。
ジェイミー・ノンスタイル・ニュース
浦川泰幸・宮下ジェイミー静担当時代。
宮下ジェイミー静がどこかにでかけたという設定でリポートをするコーナー。略して「JNN」（と宮下ジェイミー静が言うたびに放送事故だと浦川泰幸が突っ込む：他局を連想させるため）
激突!トークバトル!これでもか!これでもか!堪忍してぇぇ～
毎週、ひとつのテーマについてディベートをおこなう。略して「これ・これ・かん」。
ミューパラ・お宝を探せ!
毎週土曜日にお宝ワードを発表し、その言葉が次の週の月曜日から土曜日までのミューパラのどこに埋もれていたかを発見する。お宝ワードが出た日付、曜日、時刻を書いて送ると、応募者の中から抽選でグッズが当たる。お宝ワードは、中学校・高校で使用されている理科や社会科の教科書・資料集から浦川泰幸が選定していた。

#### ミニ番組

##### 朝日新聞ニュース
放送時間が3時間だった時代は0時台に朝日新聞ニュース（のちABC朝日ニュース）が入っていた。11時台にも入っていた時期があるほか、野球中継の影響で本番組の放送開始が遅れた場合、本来別番組である10時前のニュースを番組内で消化することもあった。
ローテーションの関係上、別の曜日のパーソナリティを務めるアナウンサーがニュースを読むことも多々あった。また、毎年6月から7月頃にはその年に入社した新人アナウンサーが担当するケースが多かった。

##### 箱番組
- KinKi Kids どんなもんヤ!（1994年10月 – 2008年3月 月 – 金 23:40頃、2008年4月–2009年6月 月 – 金 24:52頃。文化放送 制作）
- THE おとばん（1997年4月 – 2001年3月 土、TBSラジオ制作）
- 関ジャニの男前を目指せ!（2006年10月 – 2008年3月 土 24:05頃。2008年10月–2009年6月 金）
- Hey! Say! 7 Ultra Power（2008年10月 – 2009年6月 月 – 木 24:21頃。文化放送 制作）

### 第2期
ミューパラヘッドライン
放送の前日から当日の本番前までに報じられたエンタテインメント関連のニュースを、関連する楽曲を織り交ぜながら、パーソナリティを務める朝日放送テレビのアナウンサーが3項目ほど紹介する。
ミューパラプレイリスト
通常編成では22時台に「その1」、23時台に「その2」を放送。あるテーマにちなんだ複数の楽曲を紹介する。
朝日放送ラジオが（旧朝日放送時代からの通算で）創立70周年を迎えた2021年11月11日（木曜日）の「その2」では、「ABCラジオ開局70周年記念日特別企画～あなたと私でプラチナ婚式～」（自社制作による通年放送の生ワイド6番組共通企画）のクロージングプログラムとして、「プレイリスト『ABCラジオと音楽』」を放送。朝日放送ラジオの音楽ライブラリーに所蔵されている楽曲の音源を活用しながら、「歌が好き、歌うのが大好き」という同曲の音楽史を振り返った。
曜日横断チャンピオンシップ
曜日ごとのパーソナリティが「チーム」として毎週1つの「競技」（ゲーム）で対決する企画で、通常編成では24:00（0:00）の時報前後に放送。金曜日まで同じ「競技」を実施したうえで、週ごとに「チャンピオン」を決定する。「チャンピオン」になったチームの曜日では、翌週の放送でケータリングとして用意される飲食物の品揃えが、通常の週より豪華になるという。
曜日別コーナー
月曜日「なおにぃ、聴いて！」・「この恋愛観、わたしだけ？〜どうしてわかってくれないの？〜」
火曜日「日本でいうミスチルです」
日本以外の国でもライブに臨んでいる中嶋イッキュウが、日本での知名度は低いものの、「他の国では日本でのミスチル（Mr.Children）に相当する存在」と解釈したアーティストに焦点を当てるコーナー。実際には、Mr.Childrenと似ても似つかぬアーティストも、「○○（国名）のミスチル」とこじつけながら紹介している。
水曜日
「ご注文は、スピッツでよろしかったでしょうか?」
リスナーから寄せられた悩みの相談に、パーソナリティの北村が答える企画。コーナー名の「スピッツ」は、北村がスピッツのファンで、悩みを寄せたリスナーに向けてスピッツの楽曲を流すことに由来している。
「リコが○○やってみた!」
現役大学生のリコが、大人への第一歩になりそうなこと（料理など）に挑戦する企画。
木曜日「あの曲情報局」
テレビ番組やCMなどでよく使われる楽曲の「元ネタ」（原曲）を、番組スタッフによる徹底的な調査を通じて紹介。スタッフに調査して欲しい楽曲の情報を、リスナーから募集している。

## チャートの記録

### 第1期
1997年夏にKinKi Kids「硝子の少年」が記録していた20放送日連続1位の記録を、2007年1月16日の放送で、関ジャニ∞「関風ファイティング」が連続21放送日連続1位を記録し、およそ10年振りに記録を塗り替えた。週間ランキングではB'z「ZERO」が10週連続1位を記録しており、この記録は2008年3月末に週間ランキングが廃止されるまで破られることはなかった。

## ミューパラグッズ
- 謎の新グッズ（消しゴム）
- ミューパラオリジナルティッシュ(ミューパラティッシュ通信入り)
- Mr.ハリック(携帯電話画面プライバシーフィルム)
- 完全変態メモ「ランちゃん・ナギサちゃん・お蝶婦人」(2006年4月登場のメモ帳) 10時台はランちゃん、11時台はナギサちゃん、12時台はお蝶婦人（2008年4月に一度なくなったが2008年9月に復活）
- ニューきんちゃ君(2005年4月登場のビニール巾着袋)
- キュウシュウダンジ(2001年11月に登場のMDケース/プラスチック筆箱)
- ドロン戦隊･ヌレンジャー(99年4月に登場の暗記グッズ)
- 携帯ストラップ(2006年4月登場のカラフルなストラップ)
- シールセット
- 合格祈願ステッカー（期間限定）
- NEWイレテーナ（2002年6月リニューアルのペットボトルケース）
- クオカード(テレカと入れ替わりで登場した500円分のクオカード)
- てらしたないとう(2006年10月登場のペンライト)
- スケファニー(2003年4月登場の曜日毎にデザインの異なるクリアファイル)
- イレテーナ(2000年5月に登場のペットボトルケース)
- ショック万吉・ラッキーポン吉(スタンプ)
- NEWショック万吉・ラッキーポン吉(2002年8月リニューアルの携帯ストラップ)
- ミューパラ手帳2004/2005(ダイナマイトウィーク限定プレゼント第3弾第4弾)
- ミューパラ＆21缶バッジ(2003年12月ダイナマイトウィーク2週目限定の缶バッジ)
- 踊る大ライトペン(2003年12月ダイナマイトウィーク1週目限定のペンライト)
- ダイナマイトビンゴカード(ダイナマイトウィーク期間中に行われるダイナマイトビンゴに参加するためのカード)
- ステッカー
- そがのいるか(謎グッズ第三弾で空き缶を開ける時の便利グッズ)
- ローリングラブ2000(98年5月登場の転がせる消しゴム)
- テレフォンカード(50度数のテレカ)
- プレミアムステッカー、略してプレステ(2000年代最初に登場したリスナーデザインのステッカー)
- スケスケちゃん(97年秋登場の謎グッズ第二弾でCDケース)
- インデックスカード(カセットテープにぴったりのインデックスカード)
- ビンカン君(体温で色が変わるシール)
- 夜のおとも(謎グッズ第一弾で暗闇で光るステッカー)
- ブラックステッカー(第一回ダイナマイトフェスタ記念のフェスタ限定ステッカー)
- ステーショナリーセット(缶ペンケース、消しゴム、シャーペン、下敷きセットで初期の一番豪華なプレゼント)

## まかふじた
まかふじたとは、同番組金曜日パーソナリティ真木ひろかと、番組学生アルバイトADsの一員である藤田優希によるユニット名である。アーティスト名の「まかふじた」は、同番組内でリスナーから募集し、決定した。2006年秋結成。
ミューパラでは、毎年秋になると次年度に向けて新人ADsの募集告知が始まり、現役ADsが自らラジオCMを製作し、番組内でOAするのが恒例になっている。普段ギターで路上ライブをやっているADs藤田は自分の特技を生かして、当時ヒットしていたKaoru Amane（沢尻エリカ）の『タイヨウのうた』をモチーフにして募集CMを制作し放送した。その後、同じく学生時代ギターで路上ライブを行なっていた金曜日パーソナリティの真木ひろかとコンビを組んで、2006年11月19日に大阪・千里の万博記念公園で開催された「ABCラジオまつり2006」でのミューパラのステージの前座をすることになった。これが結成のきっかけとなった。
藤田優希作詞・作曲のクリスマスソング『お願いサンタさん』が、ミューパラチャート最高2位までランクインした。
未発売の『お願いサンタさん』ではあるが、毎週ミューパラ金曜日に寄せられるメッセージの中から1人に、CDがプレゼントされている。また、2007年3月には、新曲「七色レシピ」が披露された。真木ひろかによれば、「お願いサンタさんは季節がずれてしまったため、新曲は年中対応できる四季折々な曲」との事。
2007年12月31日の放送をもって藤田優希がADsを卒業するため解散となった。

## 番組テーマ曲
- オープニング：「Wish me luck」/ オフラ・ハザ
- エンディング：「パーフェクト」/ フェアーグラウンド・アトラクション

第1期・2期とも使用。番組内のCM明けに使うジングルも、第1期の音源を第2期でも使用している。

## テレビの関連番組

### 『ミューパラ特区』（第1期）
2007年4月から2009年12月まで、ABCテレビ（当時の社名は朝日放送）で毎週金曜日の未明（木曜日深夜）に放送された。

### 『ミューパラTV』（第2期）
第2期のスタートを機に、2021年10月17日から2023年5月1日までABCテレビで毎週月曜日の未明（日曜日の深夜）に20分間放送（放送時間は随時変動）。第2期の初代パーソナリティから主に田淵が出演していたほか、人気・新人アーティストの楽曲作りや素顔を、インタビューやライブの映像などを交えながら掘り下げていた。

## 第1期の後継番組『ミューパラ アグレッシブ』
第1期から金曜分の放送枠を継承したが、2012年6月に終了。『ミューパラ』を冠したレギュラー番組は、第1期の開始から20年8か月でいったん幕を下ろした。

## 第1期と第2期の間の「復活放送」

### 2010年
2010年11月13日のABCラジオ創立60周年記念番組内のコーナーとして、当番組が約1時間にわたって復活放送された。小縣裕介・片山淳子がパーソナリティとなり、1990年代後半の木曜日放送の設定で、オープニングトーク、ミューパラ実力テスト（CD三連奏クイズ）、エンジェル小縣のMr.キューピッド、花言葉の各コーナーが再現された。また記念番組内では、小縣・片山に加えて、いずれもミューパラパーソナリティの経験がある記念番組メイン進行の芦沢誠・同サブ進行の浦川泰幸も交え、番組の思い出話を語るコーナーも設定された。

### 2017年
2017年7月9日の日曜スペシャル（22:30-23:00）にて『ミューパラ リターンズ　どっちがイケメンでSHOW』が放送された。 上田剛彦・山下剛・南山千恵美の3人がパーソナリティとなり、上田と山下のどちらがイケメンであるか、イケメン勝負服対決・イケメンドライブデート対決・イケメン告白対決の三本勝負を2人がそれぞれプレゼンテーション形式で提案し南山が勝者を決めるコーナーが実施された。また放送中では、3人とも結婚し子供がいることや、担当ディレクターが本放送当時のリスナーであり、初めて提出した企画書が採用され、製作・放送につながったという報告がなされた。